# IgA-Nephritis
Die IgA-Nephritis oder IgA-Nephropathie, früher auch Morbus Berger genannt, ist die häufigste primär chronische Erkrankung der Nierenkörperchen (Glomeruli), sie zählt zu den idiopathischen Glomerulonephritiden. Kennzeichnend ist die Ablagerung von Immunglobulin A im Zwischengewebe (Mesangium) des Nierenkörperchens. Wichtigstes Symptom ist der Nachweis von roten Blutkörperchen im Urin, ohne dass Beschwerden bestehen (asymptomatische Hämaturie). Meist ist der Verlauf gutartig, bei etwa jedem fünften Betroffenen kommt es aber zu einem fortschreitenden Nierenfunktionsverlust. Die Behandlung richtet sich nach dem Schweregrad der Erkrankung und reicht von Verlaufskontrollen über Blutdrucksenkung mit ACE-Hemmern und AT1-Antagonisten bis zur immunsuppressiven Therapie.

## Symptome
Klinische Symptome der IgA-Nephritis sind zeitweilig auftretende (intermittierende), schmerzlose Makrohämaturie (sichtbares Blut im Urin) nach unspezifischen Infekten der oberen Atemwege, nach Magen-Darm-Infekten oder einer Lungenentzündung. Es kann aber auch eine konstante Mikrohämaturie (nicht sichtbares, aber laborchemisch nachweisbares Blut im Urin) bestehen. Fakultativ kann es zu einer erhöhten Eiweiß-Ausscheidung im Urin (Proteinurie) kommen, ein Nephrotisches Syndrom ist selten.
Ein Teil der Patienten entwickelt zusätzlich einen Bluthochdruck (arterielle Hypertonie). Im Urin lassen sich Erythrozytenzylinder sowie dysmorphe (verformte) Erythrozyten nachweisen.

## Epidemiologie und Verlauf
Die IgA-Nephritis ist weltweit die häufigste entzündliche Erkrankung der Nierenkörperchen (Glomerulonephritis). Männer sind etwa doppelt so häufig betroffen wie Frauen. Die höchste Anzahl der Neuerkrankungen (Inzidenz) wird in Japan und Korea beschrieben.
In Japan sind 50 % aller Neuerkrankungen an Glomerulonephritis und 40 % aller Fälle an dialysepflichtigem Nierenversagen auf eine IgA-Nephritis zurückzuführen.
In Europa beträgt der Anteil der IgA-Nephritis an der Gesamtzahl der Glomerulonephritiden 30 %, in den USA liegt der Anteil bei 10 %.
Diese Unterschiede sprechen dafür, dass bestimmte Populationen eine erhöhte erbliche (genetische) Veranlagung (Prädisposition) aufweisen, an einer IgA-Nephritis zu erkranken.
Die Prognose auf lange Zeit ist günstig.
Nur etwa 25 bis 30 Prozent der Patienten entwickelt innerhalb von 10 Jahren ein dialysepflichtiges Nierenversagen.
Risikofaktoren für einen ungünstigen (progredienten) Verlauf sind Bluthochdruck, Urin-Eiweiß-Ausscheidung (Proteinurie) über 1 g / 24 h und ständiger Nachweis geringer Mengen von nicht sichtbaren roten Blutkörperchen (Erythrozyten) im Urin (Mikrohämaturie).
Sichtbares Blut im Urin (Makrohämaturie) in Verbindung mit Infekten sowie die spontane Besserung einer Proteinurie weisen auf einen günstigen Verlauf hin.
Bei der feingeweblichen (histologische) Untersuchung einer Gewebsprobe der Niere weisen bestimmte Befunde auf eine schlechte Prognose hin:
- Sichelförmige Zellproliferation von Monozyten und Epithelzellen zwischen Kapillarknäuel und Bowmannscher Kapsel des Nierenkörperchens (extrakapilläre Proliferation), das zum Absterben (Nekrose) von Kapillarschlingen und Vernarbungen (Fibrose) führt (englisch Crescent);
- Zell-Wachstum innerhalb der Kapillaren (endokapilläre Proliferation);
- körnig-bröckliger Zerfall des Chromatins innerhalb der Zellkerne (Karyorrhexis).

Die Häufigkeit der proliferativen Glomerulonephritis liegt in unterschiedlichen Studien zwischen 8 und 36 Prozent der Biopsien.
Bei der Interpretation dieser Daten ist zu berücksichtigen, dass üblicherweise nur dann eine Biopsie durchgeführt wird, wenn die klinischen Befunde auf eine ungünstige Prognose der Erkrankung hinweisen.
Die Übereinstimmung zwischen klinischen und feingeweblichen Prognose-Faktoren ist oftmals nur gering.

## Pathogenese
Bei der IgA-Nephritis werden Immunkomplexe, die IgA enthalten, im Mesangium des Nierenkörperchen abgelagert.
Es gibt jedoch keine Beziehung zwischen der Menge an IgA in den Glomeruli und der Schwere der Erkrankung.
Der Übergang zu Normalbefunden ist fließend, bei 4 bis 16 Prozent der gesunden Bevölkerung können in den Nieren IgA-Ablagerungen (meist zusammen mit IgG und C3) nachgewiesen werden.
Auf 80 gesunde Personen mit IgA-Ablagerungen in den Nieren kommt nur ein Patient, der an einer IgA-Nephritis erkrankt.
Wird eine Niere eines Patienten mit IgA-Nephritis in einen Patienten ohne IgA-Nephritis transplantiert, lösen sich die Immunkomplexe langsam auf.
Das aktuelle Modell der Krankheitsentstehung geht davon aus, dass der Krankheitsprozess der IgA-Nephritis in vier Stufen abläuft:

### Abweichende Glykosylierung
Patienten mit IgA-Nephritis haben einen erhöhten Anteil von IgA1-Molekülen, die aufgrund einer genetischen Variation einen verminderten Anteil an o-glykosidisch gebundenen galaktose-haltigen Kohlenhydratseitenketten aufweisen.

### IgA1-Autoantikörper der Klasse IgG
Die abweichende Glykosylierung der IgA-Moleküle führt dazu, dass diese unter Umständen vom Immunsystem als körperfremd erkannt werden. Daraufhin werden Autoantikörper der Klasse IgG gegen die IgA1-Moleküle mit verminderten galaktose-haltigen Kohlenhydratseitenketten gebildet.

### Bildung von zirkulierenden Immunkomplexen
Die IgG-Autoantikörper binden an die IgA1-Moleküle, die einen verminderten Anteil galaktosehaltiger Kohlenhydratseitenketten aufweisen, es bilden sich zirkulierende Immunkomplexe. Diese Immunkomplexe lagern sich im Mesangium der Nierenkörperchen ab.

### Aktivierung der Mesangiumzellen
Die IgG/IgA1-haltigen Immunkomplexe aktivieren unter Umständen über einen noch nicht bekannten Mechanismus die Mesangiumzellen. Diese beginnen sich zu teilen und sezernieren extrazelluläre Matrix, Zytokine und Chemokine, was zur entzündlichen Schädigung der Nierenkörperchen führen kann.

## Genetik
Die IgA-Nephritis tritt in der Regel sporadisch auf, es sind jedoch auch Familien mit einem gehäuften Auftreten der Erkrankung beschrieben. Sowohl in sporadischen, als auch in familiären Fällen wurden ähnliche Defekte in Galaktosyltransferasen und Sialyltransferasen nachgewiesen, die für die Glykosylierung des IgA verantwortlich sind. Bei gesunden Verwandten ersten Grades von Patienten mit familiärer IgA-Nephropathie werden erhöhte Serumspiegel von IgA mit verminderter Galaktosylierung gefunden.
Da der Prozess der Krankheitsentstehung in mehreren Stufen abläuft, die jeweils durch ganz unterschiedliche Gene kontrolliert werden, verwundert es nicht, dass in genomweiten Assoziationsstudien mittlerweile fünf verschiedene Loci identifiziert werden konnten, die das Risiko, an einer IgA-Nephritis zu erkranken, beeinflussen: Im Haupthistokompatibilitätskomplex auf Chromosom 6p21, im Locus des Komplementfaktor H (siehe auch Komplementsystem) auf Chromosom 1q32 sowie in einem Gen-Cluster auf Chromosom 22q22.

## Diagnose
Klinisches Bild, Urinbefund und eventuelle Proteinurie geben Hinweise. Der IgA-Spiegel im Serum ist gelegentlich erhöht, aber nicht beweisend für das Vorliegen der Erkrankung.
Mit der Nierenbiopsie kann die Diagnose gesichert werden. Histologisch zeigen sich im Nierenkörperchen Veränderungen des Mesangiums mit Matrixvermehrung, immunhistochemischem Nachweis von IgA-Ablagerungen und Proliferation von Mesangium-Zellen. Hinweise auf schwere Schäden des Nierenkörperchens sind Zellwachstum außerhalb des Gefäßknäuels (extrakapilläre Proliferation) oder innerhalb der Kapillarschlingen (endokapilläre Proliferation), sowie abgestorbene Zellen (Nekrosen).
Der Verlauf der IgA-Nephritis ist im Allgemeinen gutartig, wenn als einziges Krankheitssymptom Blut im Urin (Hämaturie) nachweisbar ist. Eine spezielle Therapie ist dann nicht erforderlich.
Eine Nierenbiopsie wird daher normalerweise nur durchgeführt, wenn Hinweise auf einen schwereren Krankheitsverlauf vorliegen, wie Urin-Eiweiß-Ausscheidung (Proteinurie) über 0,5 g / 24 h (mindestens bei über 1,0 g / 24 h), erhöhtes Serum-Kreatinin als Hinweis auf eine Nierenfunktionseinschränkung oder Bluthochdruck.

### Differenzialdiagnose
Weitere glomeruläre Erkrankungen, die mit Blut im Urin (Hämaturie) einhergehen, sind
- Alport-Syndrom,
- Postinfektiöse Glomerulonephritis und
- Syndrom der dünnen Basalmembran (thin basement membrane nephropathy).

Nicht glomeruläre Ursachen einer Hämaturie sind:
- Harnwegsinfektionen,
- Nieren- und Blasensteine,
- Endometriose und
- Zystennieren.

Im Alter über 40 Jahren müssen insbesondere Krebserkrankungen der ableitenden Harnwege ausgeschlossen werden:
- Nierenkrebs,
- Blasenkrebs und
- Prostatakrebs.

In höherem Lebensalter kann auch die
- Benigne Prostatahyperplasie

zu einer Hämaturie führen.

## Klassifikation
| Mesangiale Hyperzellularität             | Mesangiale Hyperzellularität |
| ---------------------------------------- | ---------------------------- |
| In ≤ 50 % der Glomeruli                  | M0                           |
| In > 50 % der Glomeruli                  | M1                           |
| Segmentale Glomerulosklerose             |                              |
| Fehlend                                  | S0                           |
| Vorhanden                                | S1                           |
| Endokapilläre Hyperzellularität          |                              |
| Fehlend                                  | E0                           |
| Vorhanden                                | E1                           |
| Tubuläre Atrophie/Interstitielle Fibrose |                              |
| 0–25 % der Fläche der Nierenrinde        | T0                           |
| 26–50 % der Fläche der Nierenrinde       | T1                           |
| > 50 % der Fläche der Nierenrinde        | T2                           |

Die IgA-Nephritis kann nach dem Schweregrad der feingeweblichen (histologischen) Veränderungen eingeteilt werden:
- Klasse I: Keine oder nur minimale Vermehrung von Mesangium-Zellen, keine Bindegewebsvermehrung (Sklerose)
- Klasse II: Fokale und segmentale Sklerose ohne aktives Zellwachstum (Proliferation).
- Klasse III: Fokal proliferative Glomerulonephritis.
- Klasse IV: Diffus proliferative Glomerulonephritis.
- Klasse V: Mehr als 40 % der Nierenkörperchen (Glomeruli) sind vernarbt (sklerotisch) oder mehr als 40 % der Nierenkanälchen (Tubuli) sind zerstört (atrophisch)[6]

2009 wurde ein neues Klassifikationssystem (Oxford Klassifikation der IgA-Nephropathie) vorgestellt. Die Oxford-Klassifikation baut auf lediglich vier pathologischen Befunden auf, deren Beurteilung nur in geringem Maße von der Person des Untersuchers abhängt (geringe Interobserver-Variabilität) und die eine zuverlässige Voraussage des Krankheitsverlaufes ermöglichen:
1. Vermehrter Zellgehalt des Mesangiums (Mesangiale Hyperzellularität),
2. Vernarbungen von Abschnitten des Nierenkörperchen (segmentale Glomerulosklerose),
3. vermehrter Zellgehalt der Kapillaren des Nierenkörperchens (endokapilläre Hyperzellularität) und
4. Schwund von Nierenkanälchen (tubuläre Atrophie)/Bindegewebsvermehrung (Interstitielle Fibrose).[17][18]

## Therapie
Die Therapie richtet sich nach dem Schweregrad der Erkrankung, gemessen an der Eiweißausscheidung, dem Blutdruck, der Nierenfunktion (glomeruläre Filtrationsrate) und Veränderungen im Nierengewebe.
Bei Patienten mit geringgradigen Veränderungen in der Urindiagnostik, normaler Nierenfunktion und normalem Blutdruck werden jährliche Verlaufskontrollen über einen Zeitraum von mindestens zehn Jahren empfohlen. Eine medikamentöse Therapie ist nicht erforderlich.
Liegt die Proteinurie über 0,5 g / 24 h werden ACE-Hemmer oder Angiotensin-Rezeptor-Blocker verordnet.
Die Dosis wird dabei so lange gesteigert, bis die Proteinurie unter 1 g / 24 h sinkt.
Liegt die Proteinurie anfänglich über 1 g / 24 h wird ein Zielblutdruck unter 125/75 mmHg angestrebt, ansonsten liegt der Zielblutdruck unter 130/80 mmHg. Im Februar 2023 wurde in den USA der dual wirksame Rezeptoranagonist (DARA) Sparsentan zugelassen, im April 2024 dann auch in Europa.
Gelingt es nicht, durch diese Maßnahmen die Proteinurie innerhalb von 3 bis 6 Monaten unter 1 g / 24 h zu senken, wurden bisher 6 Monate lang Glucocorticoide gegeben, sofern die glomeruläre Filtrationsrate über 50 ml / min liegt. Mit letzter Sicherheit ist jedoch die Wertigkeit einer immunsuppressiven Behandlung nicht etabliert; mit Förderung durch das Bundesministerium (BMBF) und unter Leitung der Uniklinik Aachen wurde die deutsche STOP-IgAN Studie zu dieser Frage durchgeführt. Die Studie zeigte, dass bei optimierter Basistherapie (d. h. Blutdruckeinstellung etc.) eine zusätzliche Kortison-Therapie bzw. noch stärkere Immunsuppression keinen Vorteil, sondern lediglich Nebenwirkungen brachte.
Somit sollte eine immunsuppressive Behandlung bei IgA-Nephritis derzeit nur nach sehr sorgfältiger Abwägung der Risiken und Patienten-Charakteristika erfolgen.
Ist die Nierenfunktion bereits stärker eingeschränkt (glomeruläre Filtrationsrate unter 30 ml/min), bringt eine immunsuppressive Behandlung keinen Vorteil mehr, außer es liegt eine rasch progressive Glomerulonephritis vor.
Im amerikanischen Sprachraum ist bei therapieresistenter Proteinurie die Gabe von Fischöl gebräuchlich.
Bei rasch progressivem Nierenfunktionsverlust mit histologischem Nachweis proliferativer Läsionen in mehr als 50 % der Nierenkörperchen werden Glucocorticoide mit Cyclophosphamid kombiniert.
Diese Therapie-Empfehlung basiert jedoch auf einer schwachen Datenlage und wird nicht durch randomisierte Studien untermauert.
Bei nephrotischer Proteinurie und histologischem Nachweis von glomerulären Minimalveränderungen erfolgt die Therapie analog der Minimal-Change-Glomerulonephritis.
Gelingt es, durch Behandlung die Proteinurie unter 1 g/Tag zu senken, führt dies zu einer deutlichen Verbesserung der Prognose der Erkrankung.
Azathioprin, Mycophenolat-Mofetil und Thrombozytenaggregationshemmer scheinen den Verlauf der Erkrankung nicht zu beeinflussen, die Anwendung wird nicht mehr empfohlen.
Die operative Entfernung der Gaumenmandeln (Tonsillektomie) wird ebenfalls nicht mehr empfohlen.
Schreitet die Nierenfunktionseinschränkung trotz adäquater Behandlung bis in das dialysepflichtige Terminalstadium fort, ist die Nierentransplantation Therapie der Wahl. Nach erfolgreicher Transplantation tritt bei ca. 20 bis 50 Prozent der Patienten in der transplantierten Niere erneut eine IgA-Nephritis auf.
Die Erkrankung verläuft im Transplantat üblicherweise milder. Während der ersten zehn Jahre nach Transplantation kommt es nur selten zum Verlust des Transplantates aufgrund des Wiederauftretens der Grunderkrankung, im Langzeitverlauf sind die Ergebnisse aber etwas ungünstiger als bei anderen Nierenerkrankungen.